# Augustais (lares)

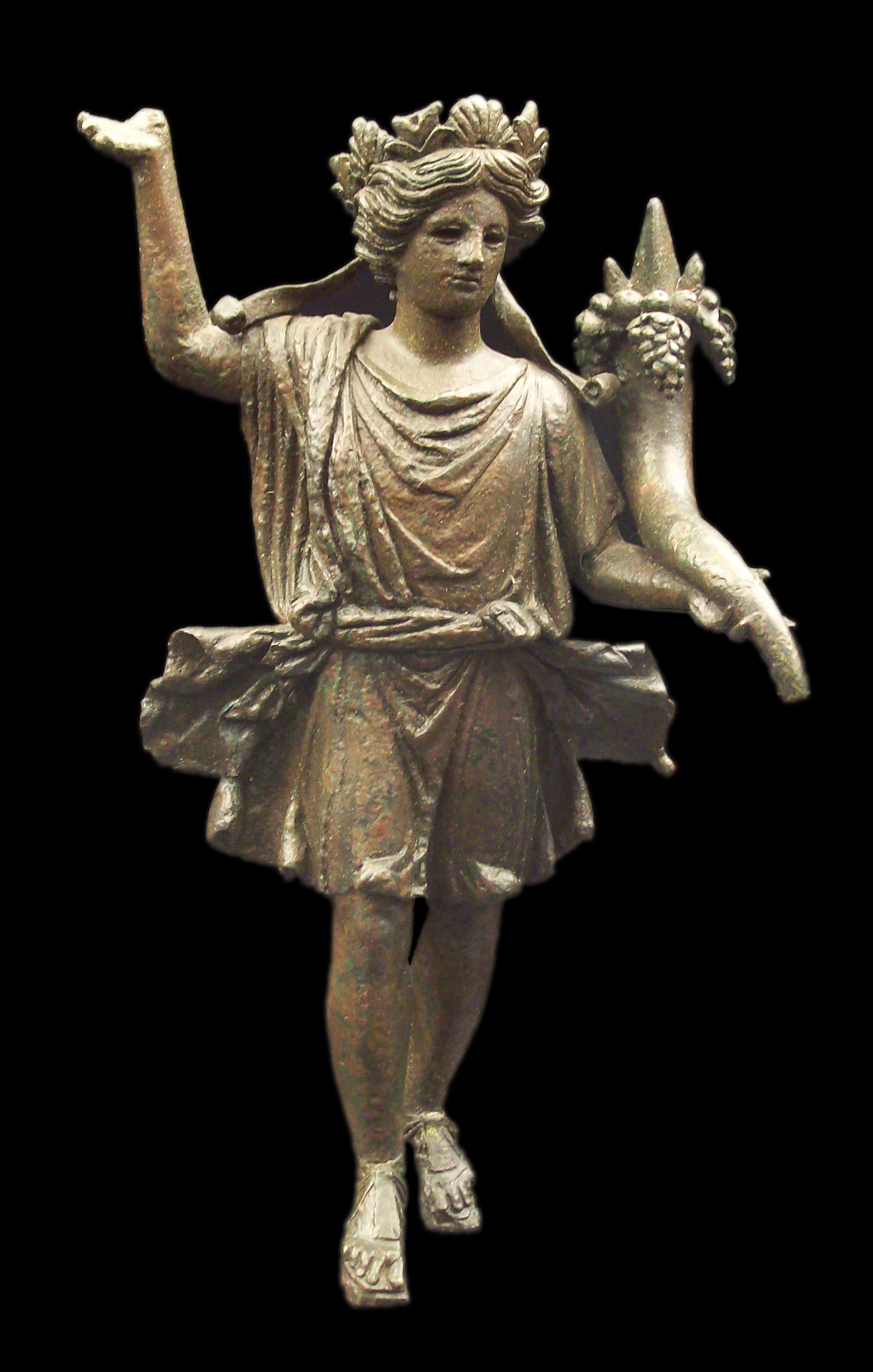
Estátua em bronze de um Lar

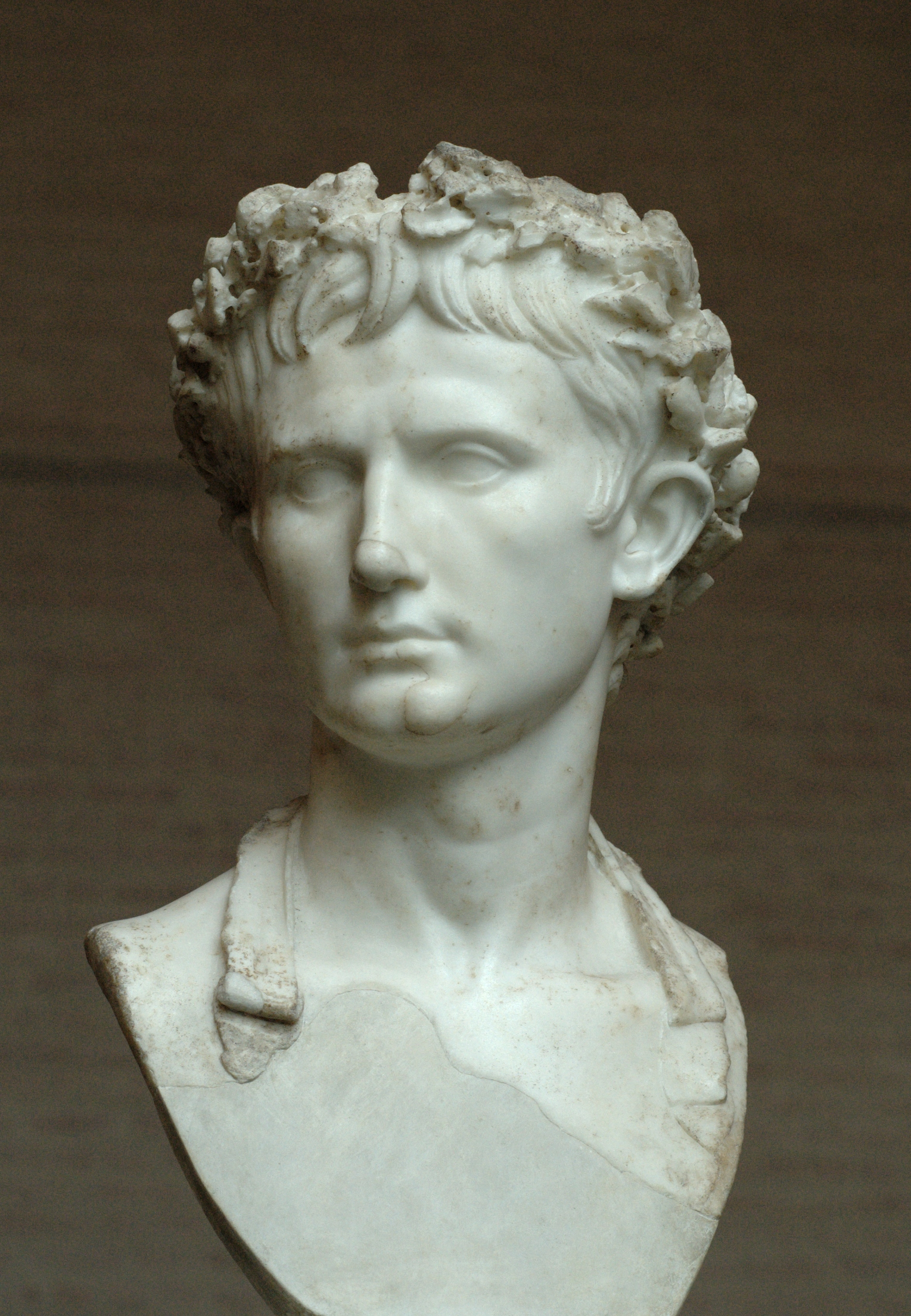
Augusto com a coroa cívica

Augustais (em latim: Augustales) ou mestres augustais (em latim: magistri augustales), na religião da Roma Antiga, eram uma ordem de sacerdotes que presidiam ritos provincianos. Com base em alusões feitas por Horácio, inicialmente sugeriu-se que eram sacerdotes nomeados pelo imperador Augusto (r. 27 a.C.–14 d.C.) nos municípios para o culto dos lares e penates. Porém, estudos mais recentes tem desacreditado esta interpretação, optando pela hipótese de que, na verdade, eram indivíduos dedicados ao culto, ainda em vida, do imperador. Por esta época o culto ao príncipe vinculou-se à pessoas privadas, cidades provinciais e colégios sacerdotais existentes, especialmente aqueles dedicados a Mercúrio.
Os augustais foram selecionados dentre os libertinos (libertini). O nome desta ordem ocorre com frequência em inscrições, das quais sabe-se que os augustais formaram, em muitos municípios, um tipo de corporação, nas quais os seis primeiros em importância mantinham o título de "séviros" (seviri). Em cercos lugares por vezes distingui-se os séviros entre "juniores" e "seniores" e em raros casos o número seis não é respeitado, havendo menções a triúnviros e octóviros augustais. A distinção entre os séviros e os demais augustais é incerta. Aparentemente os séviros teriam servido por um ano, fornecendo sacrifícios com suas próprias despesas, e então tornar-se-iam membros vitalícios da ordem sob o nome de augustais.
Essa instituição é inicialmente atestada apenas na Gália e Itália, mas sob imperadores posteriores espalhou-se por todo o império, provavelmente como forma de abrir uma carreira de honra aos libertinos de todos os lugares, que eram propositalmente reprimidos em Roma. Requeria-se uma adequada qualificação, que ia além dos sacrifícios: eles tinham de pagar um valor admissional (summa honoraria) e dar jogos e outros deleites ao povo. Estas taxas de admissão entraram no cofre da municipalidade, e não em um fundo cooperado. Em retorno, eles tinha a distinção da toga pretexta enquanto em ofício, e também podiam ser enterrados nela; a bissélia, com um lugar de honra no teatro; e foram acompanhados em ocorrências de Estado por dois lictores portando fasces.
Apesar de alguns estudiosos modernos suporem que os augustais eram magistrados civis, atualmente acredita-se que, na verdade, tinham funções puramente religiosas, como seu ofício, chamado augustalidade (augustalitas), era honorífico e por vezes podia ser inclusive vendido pelos decuriões municipais aos libertinos mais ricos; segundo uma inscrição sobrevivente, o ofício fora concedido a certo indivíduo pelos benefícios trazidos à cidade. Parece que não houve um número limite de augustais nos municípios e com o tempo todos os libertinos passaram a ocupar essa posição, tornando-se assim uma classe média entre os decuriões (senadores municipais) e os plebeus (munícipes), como a ordem equestre de Roma.